# Anadolua
Anadolua is een geslacht van rechtvleugeligen uit de familie sabelsprinkhanen (Tettigoniidae). De wetenschappelijke naam van dit geslacht is voor het eerst geldig gepubliceerd in 1939 door Ramme.

## Soorten
Het geslacht Anadolua omvat de volgende soorten:
- Anadolua burri Karabag, 1952
- Anadolua davisi Karabag, 1952
- Anadolua rammei Karabag, 1952
- Anadolua schwarzi Ramme, 1939